# Burhaniye, Kestel
Burhaniye là một xã thuộc quận Kestel, tỉnh Bursa, Thổ Nhĩ Kỳ. Dân số thời điểm năm 2011 là 215 người.